# Course aux points masculine aux Jeux olympiques d'été de 1984
Navigation
Séoul 1988
La course aux points masculine est l'une des cinq compétitions de cyclisme sur piste aux Jeux olympiques de 1984. Elle a lieu sur 30 kilomètres pour le premier tour et 50 kilomètres pour la finale.
Champion du monde en 1983 et médaillé les deux années précédentes, le Danois Michael Marcussen est le favori de l'épreuve.

## Premier tour (31 juillet et1eraoût)
Les 12 premiers coureurs de chaque course se qualifient pour la finale. Les autres coureurs sont éliminés.

### 1resérie
| Rang | Coureur éliminé    | Pays               |
| ---- | ------------------ | ------------------ |
| 13   | Kurt Zellhofer     | Autriche           |
| 14   | Hans Fischer       | Brésil             |
| 15   | Hitoshi Sato       | Japon              |
| 16   | Danny Van Haute    | États-Unis         |
| 17   | Peter Aldridge     | Jamaïque           |
| 18   | Deograves Asuncion | Philippines        |
| 19   | Roberto Muñoz      | Chili              |
| NP   | Hayden Games       | Antigua-et-Barbuda |
| NP   | Lee Fu-hsiang      | Taipei chinois     |
| NP   | Clyde Wilson       | Bermudes           |
| NP   | Kari Myyryläinen   | Finlande           |
| NP   | Randolph Toussaint | Guyana             |
| NP   | Salvador Rios      | Mexique            |
| NP   | Gene Samuel        | Trinité-et-Tobago  |

### 2esérie
| Rang | Coureur éliminé   | Pays               |
| ---- | ----------------- | ------------------ |
| 13   | Graeme Miller     | Nouvelle-Zélande   |
| 14   | Mark Whitehead    | États-Unis         |
| 15   | Akio Kuwazawa     | Japon              |
| 16   | Miguel Droguett   | Chili              |
| 17   | Carlos García     | Uruguay            |
| 18   | Gary West         | Australie          |
| 19   | Paul Popp         | Autriche           |
| 20   | Edgardo Pagarigan | Philippines        |
| 21   | Aubrey Richmond   | Guyana             |
| AB   | Elisha Hughes     | Antigua-et-Barbuda |
| AB   | Ernest Moodie     | Îles Caïmans       |
| AB   | Ian Stanley       | Jamaïque           |
| NP   | Harri Hedgren     | Finlande           |

## Finale (3 août)
La finale se déroule sur 50 km, soit 150 tours de piste. Un sprint intermédiaire a lieu tous les 2 km, permettant de gagner 5, 3, 2 et 1 points. Ces points sont doublés lors du dernier sprint ainsi qu'à celui marquant la mi-course. Roger Ilegems et Uwe Messerschmidt sont les deux seuls coureurs à n'avoir pas perdu de tour par rapport au peloton, ce qui leur assure les deux premières places du podium.
| Rang                                | Coureur           | Pays                 | Points      | Retard  |
| ----------------------------------- | ----------------- | -------------------- | ----------- | ------- |
| Médaille d'or, Jeux olympiques      | Roger Ilegems     | Belgique             | 37          |         |
| Médaille d'argent, Jeux olympiques  | Uwe Messerschmidt | Allemagne de l'Ouest | 16          |         |
| Médaille de bronze, Jeux olympiques | Manuel Youshimatz | Mexique              | 29          | 1 tour  |
| 4                                   | Jörg Müller       | Suisse               | 23          | 1 tour  |
| 5                                   | Juan Curuchet     | Argentine            | 20          | 1 tour  |
| 6                                   | Glenn Clarke      | Australie            | 13          | 1 tour  |
| 7                                   | Brian Fowler      | Nouvelle-Zélande     | 12          | 1 tour  |
| 8                                   | Derk van Egmond   | Pays-Bas             | 56          | 2 tours |
| 9                                   | Michael Marcussen | Danemark             | 21          | 2 tours |
| 10                                  | Alex Stieda       | Canada               | 17          | 2 tours |
| 11                                  | Rudi Ceyssens     | Belgique             | 16          | 2 tours |
| 12                                  | Didier Garcia     | France               | 13          | 2 tours |
| 13                                  | Balbino Jaramillo | Colombie             | 12          | 2 tours |
| 14                                  | Stefano Allocchio | Italie               | 11          | 2 tours |
| 15                                  | William Palacio   | Colombie             | 9           | 2 tours |
| 16                                  | Silvio Martinello | Italie               | 8           | 2 tours |
| 17                                  | Brian Holm        | Danemark             | 12          | 3 tours |
| 18                                  | Gary Trevisiol    | Canada               | 10          | 3 tours |
| 19                                  | Manfred Donike    | Allemagne de l'Ouest | 3           | 3 tours |
| 20                                  | Juan Carlos Haedo | Argentine            | 1           | 3 tours |
| 21                                  | Shaun Wallace     | Grande-Bretagne      | 1           | 3 tours |
| 22                                  | Paul Curran       | Grande-Bretagne      | 13          | 4 tours |
| —                                   | Éric Louvel       | France               | Abandon     |         |
| —                                   | Stephan Joho      | Suisse               | Non-partant |         |

## Sources
- Le rapport officiel des JO 1984 (volume 2), p.378